# Гравитационное обогащение
Гравитацио́нное обогаще́ние поле́зных ископа́емых (англ. gravity separation, gravity preparation, gravity concentration; нем. Gravitationsaufbereitung f, Schwerkraftaufbereitung f) — процесс и технология обогащения полезных ископаемых.

## Общее описание
Современная теория гравитационного обогащения рассматривает его как процесс установления равновесия и достижения минимума потенциальной энергии системой частиц, находящихся в поле тяжести в состоянии неустойчивого равновесия. Скорость гравитационного разделения оценивается по снижению центра тяжести системы, а его эффективность — по уменьшению потенциальной энергии смеси. В основе расчётов лежит определение относительных скоростей перемещения частиц разной плотности, размеров и формы в средах разной плотности и вязкости (в воздухе — сухое или пневматическое гравитационное обогащение, в жидкости — мокрое).

## Мокрые процессы гравитационного обогащения
- в неподвижном водном растворе или среде, которая горизонтально перемещается;
- в среде, имеющей плотность, промежуточную в сравнении разделяемыми частицами, (обогащение в тяжёлых средах, магнитогидродинамическая и магнитогидростатическая сепарация);
- в тяжёлой среде, движущейся по круговой или винтовой траектории (например, центробежные сепараторы);
- в потоке, текущем по наклонной плоскости (желобы, шлюзы, конусные концентраторы);
- в потоке, текущем низходящей винтовой площадке или жёлобу (винтовые сепараторы и винтовые шлюзы).

## Область применения
Гравитационное обогащение — основной метод обогащения угля, сланцев, россыпного золота, касситерита, вольфрамита, рутила, ильменита, циркона, монацита, танталита, колумбита и др., а также один из равноценных методов обогащения руд чёрных металлов (Fe, Mn, Cr), редких металлов, а также фосфатов, алмазов и других неметаллических полезных ископаемых.

## Основные процессы гравитационного обогащения
- Промывка
- Отсадка
- Винтовой сепаратор
- Обогащение полезных ископаемых в аэросуспензиях
- Обогащение полезных ископаемых в тяжёлых средах
- Концентрационный стол
- Равнопадаемость
- Сухое обогащение